# Linie van Juffrouwwijk
Linie van Juffrouwwijk, vaak wordt juffrouw ook geschreven als juffer, is een aarden vestingwerk van de Grebbelinie in de Nederlandse provincie Utrecht. Het werd in 1799 aangelegd als afgrendeling van de Slaperdijk en voor de verdediging van de Juffersluis. De linie is 600 meter lang met aan de oostzijde een hoornwerk.

## Geschiedenis

### Aanleg
De Republiek der Zeven Verenigde Nederlanden begon in 1744 met de aanleg van de Grebbelinie om Holland te beschermen tegen inval van vijanden. In 1793 verklaarde Frankrijk aan Nederland de oorlog. Dit was de eerste keer dat de linie in gereedheid werd gebracht om zijn defensieve functie waar te maken. Na een gevechtspauze zetten de Fransen, onder bevel van generaal Pichegru, eind 1794 weer de aanval in. Ze waren succesvol en Nederland werd bezet. De Fransen zagen het nut van de Grebbelinie in en versterkten de linie. 
Tijdens het Franse bewind werd in 1799 de linie van Juffrouwwijk aangelegd ter verdediging van de Slaperdijk en de Juffersluis. Het ligt zo’n 300 meter ten noorden van de Emminkhuizerberg, een hoogte die ook verdedigd diende te worden.
De linie ligt in de richting westnoordwest en oostzuidoost. Het belangrijkste onderdeel is het hoornwerk in het oostzuidoosten. In 1844 werd het hoornwerk doorsneden door de spoorlijn Utrecht-Arnhem en kreeg er een extra defensieve functie bij. Het hoornwerk bestaat sindsdien uit twee delen. Het deel ten noorden van de spoorlijn heeft een oppervlakte van 250 bij 60 meter en ten zuiden zijn de afmetingen 250 bij 120 meter. Bij de aanleg in 1799 werd ook een houten wachthuis en een gemetseld kruitmagazijn gebouwd.
In de Slaperdijk direct ten noorden van het hoornwerk ligt een duikersluis, de Juffersluis. De eerste steen van de Juffersluis werd gelegd door Peter Wiltvang in 1754. De Juffrouwwijk, waarbij een wijk een zijkanaal is in een verveningsgebied, werd gebruikt om het turf af te voeren. De wijk is genoemd naar de ‘vrouwe van Renswoude’ ofwel Margaretha van Culemborg (1530-1608). De Juffersluis kon worden afgesloten, waardoor de afvoer van de Veenendaalse Vaart werd geblokkeerd om zo het gebied ten oosten van de linie te inunderen.
Vanaf het hoonwerk naar het westnoordwesten ligt er een lange dijk. Halverwege en aan het einde liggen redans. Deze redans sloten twee wegen, de Zandweg of Laantje van Langelaar en de Emminkhuizerweg, tussen Renswoude en de Emminkhuizerberg af. De liniedijk maakte het mogelijk dat soldaten van de redans naar het hoornwerk konden lopen zonder gezien te worden door de vijand. 
De linie ligt te midden van andere vestingwerken van de Grebbelinie. Gemeten vanaf het hoornwerk ligt zo’n 200 meter ten noorden de Batterij aan de Schalmdijk, een kilometer ten oosten ligt het Fort aan de Buursteeg, en het Werk aan de Roode Haan op 1,5 kilometer naar het zuidwesten. 

### Tweede Wereldoorlog
Met het naderen van de Tweede Wereldoorlog kreeg de Grebbelinie een prominente rol in de verdediging van Nederland. Diverse versterkingen werden aangebracht. Op het hoornwerk kwam een S3 kazemat ten zuiden van de spoorlijn. Op de liniedijk liggen drie Nederlandse mitrailleurkazematten, een koepelkazemat bij de Emminkhuizerweg, een S3 kazemat bij de Zandweg en een B kazemat tegen het hoornwerk aan. Op 13 mei 1940 kwam de linie onder vuur te liggen, maar het Duitse leger heeft de linie niet bereikt. De koepelkazemat is in de oorlog door de Duitsers opgeblazen en het staal afgevoerd.
In de bezettingsjaren werd het hoornwerk gebruikt door het Duitse leger. Toen de geallieerden waren geland in Normandië, werd het onderdeel van de Pantherstellung. Er kwam een Duitse bunker type 703 met een  antitankkanon. De bunker is rechthoekig met muren van twee meter dik beton. Het schietgat is gericht op de Kooiweg, richting het zuiden.

## Huidige situatie
Het terrein is in bezit van Staatsbosbeheer.

## Fotogalerij

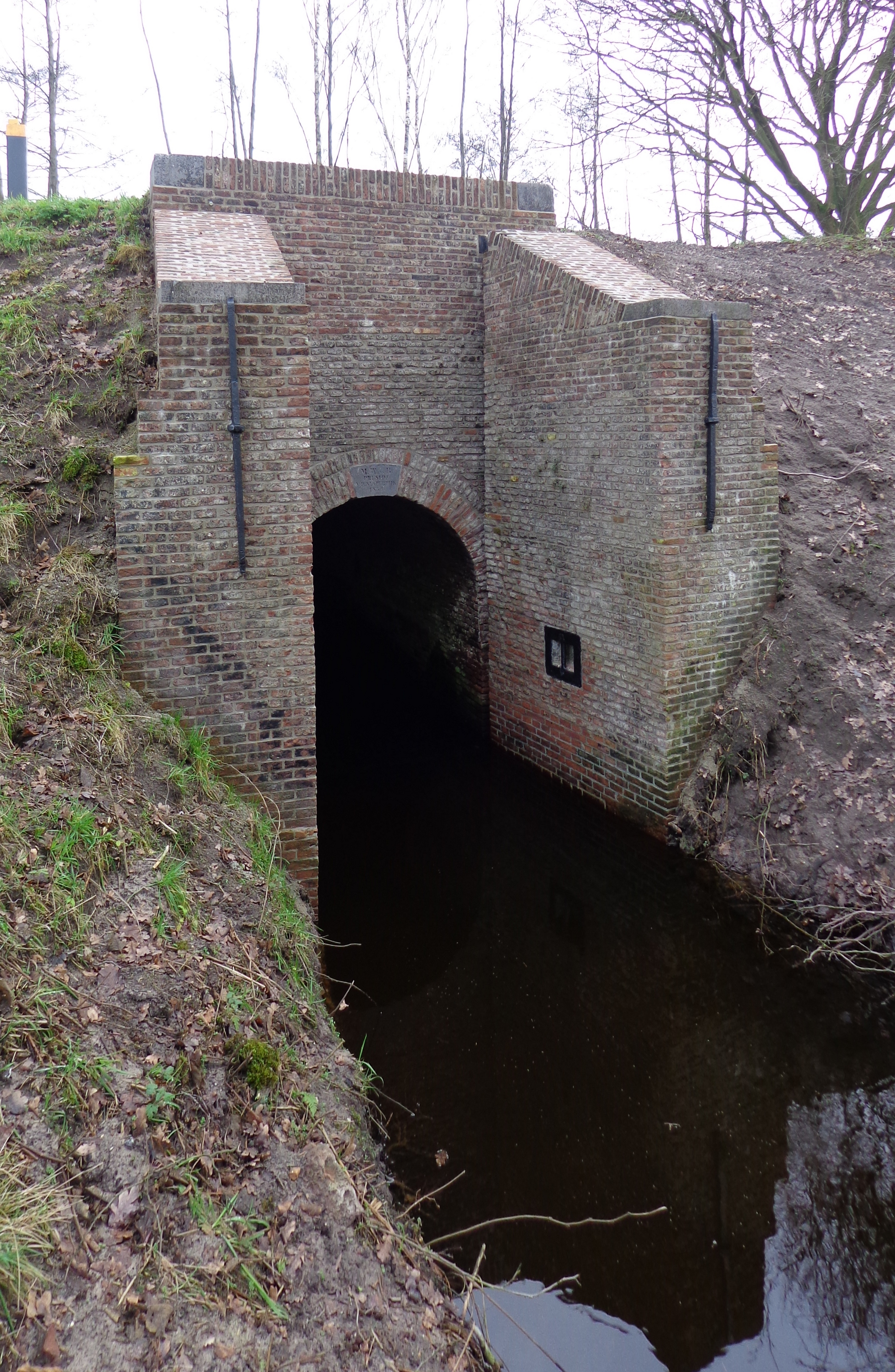
Juffersluis
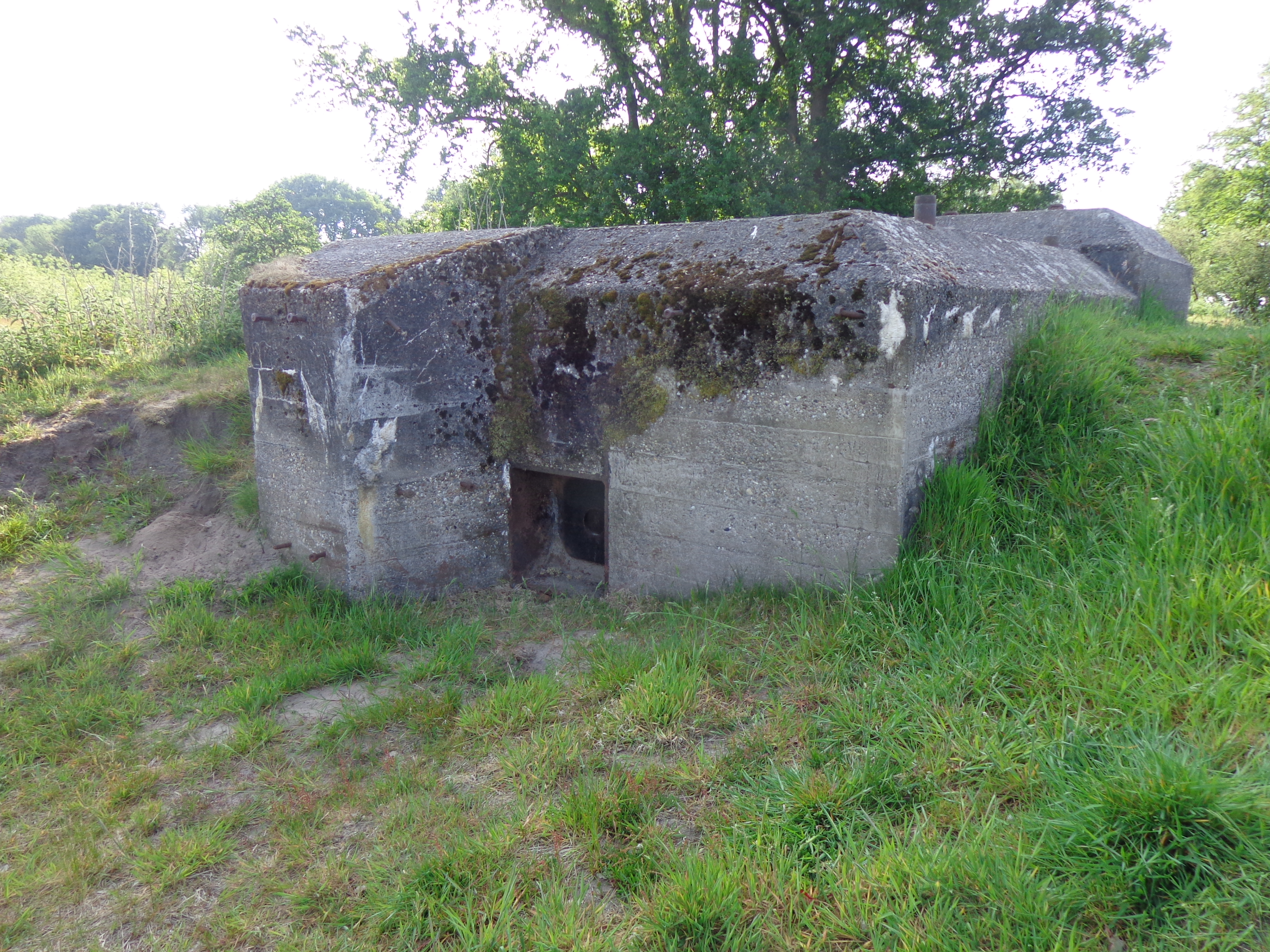
Flankerende betonkazemat type B
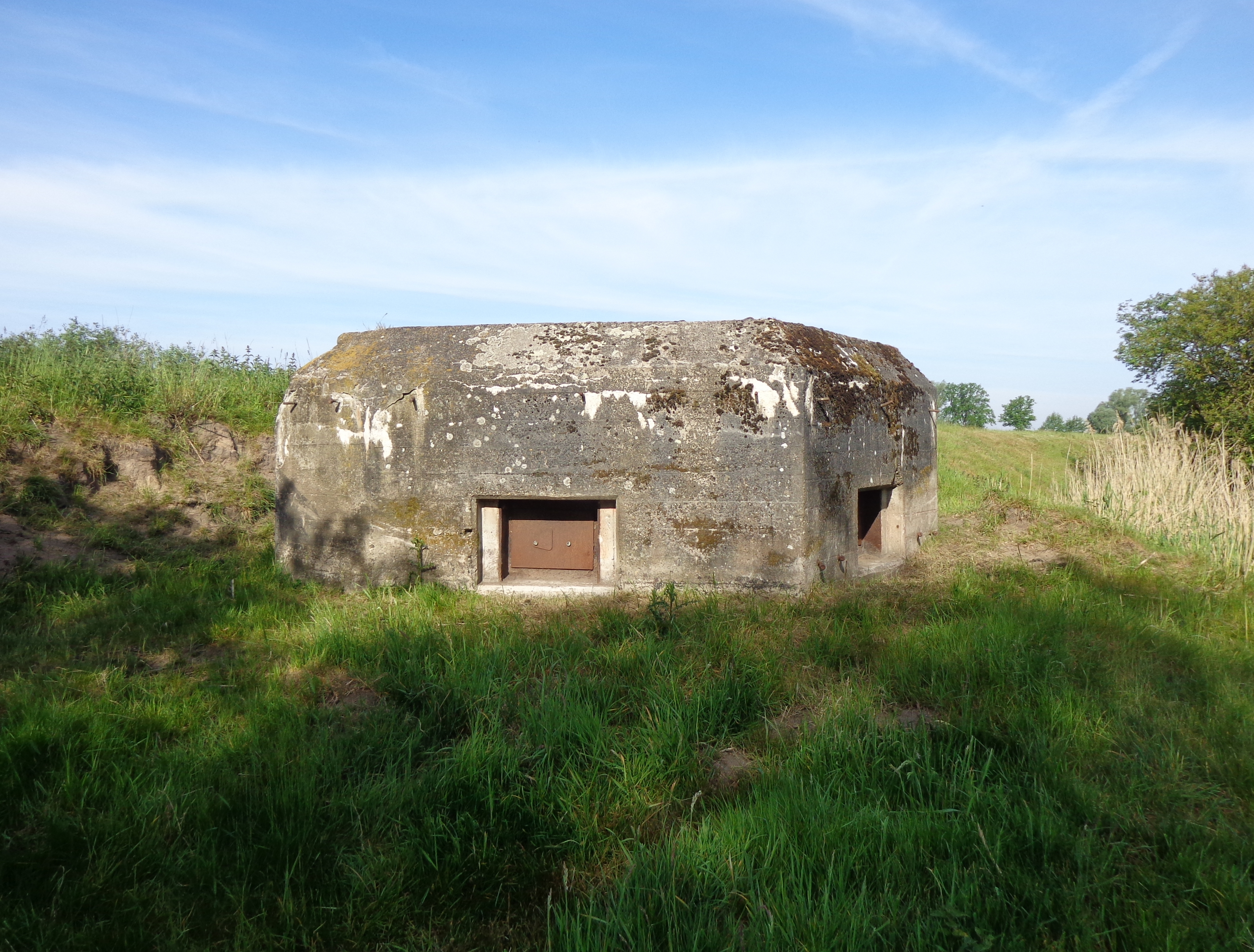
S3 kazemat
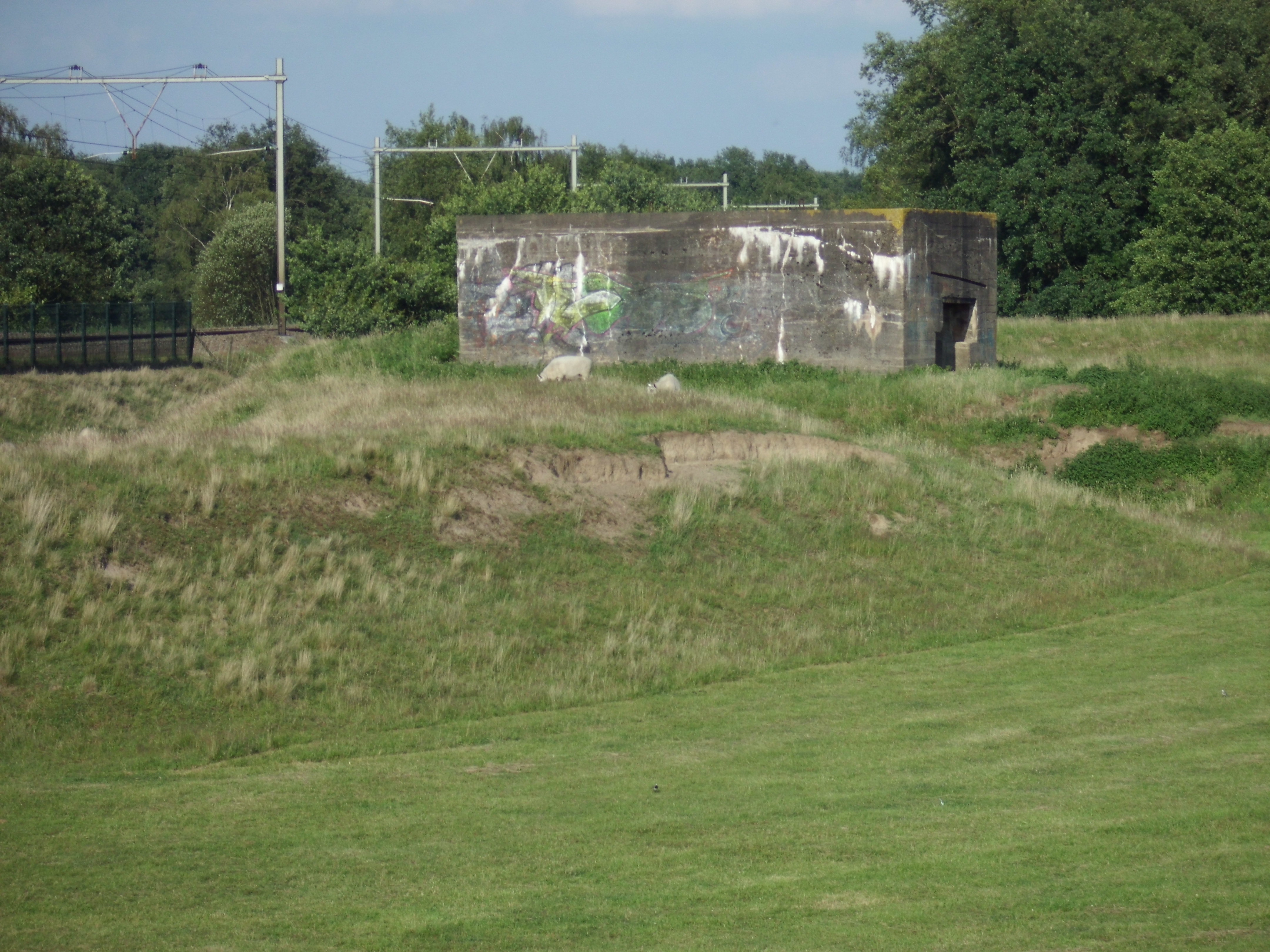
Duitse bunker type 703 ten zuiden van de spoorlijn